# Christian Dior
Christian Dior (Granville, 21. siječnja 1905., Montecatini Terme − 23. listopada 1957.), bio je priznat i utjecajan francuski modni dizajner, poznat po jednoj od najpoznatijih modnih kuća u svijetu, koja nosi njegovo ime  Christian Dior.

## Životopis
Christian Dior rođen je u Granvillu, gradu na obali Francuske. Njegova obitelj bila je bogata i bavila se proizvodnjom gnojiva, a nadali su se da će njihov sin postati diplomat. Diorove želje bile su drugačije – on se želio baviti modom, a dobro je i crtao. Da bi zaradio, prodavao je modne skice, svaku za 10 centi. Nakon napuštanja škole dobio je novac od oca, s kojim je 1928. otvorio malu umjetničku galeriju u kojoj je prodavao umjetnine za ljubitelje Pabla Picassa.
Nakon financijskog sloma njegove obitelji koji je rezultirao bankrotom poduzeća njegovog oca, Christian Dior morao je zatvoriti svoju galeriju. Od 1930-ih do 1940-ih radio je s Robertom Piguetom, a nakon toga je pozvan u vojnu službu. 1942. Napušta vojsku i pridružuje se modnoj kući Lucien Lelong, gdje su on i Piere Balmain glavni dizajneri. Za vrijeme II. Svjetskog rata, Christian Dior odijeva žene nacističkih oficira i francuskih vojnika. 16. prosinca 1946. Dior je osnovao svoju vlastitu modnu kuću u suradnji s Marcelom Boussacom (proizvođačem pamučnih tkanina).
Njegova prva kolekcija prezentirana je rane 1947., a nazvana je Corolle, ali je u svijetu prihvaćen naziv New Look kojeg je kolekciji nadjenula Carmel Snow, urednica časopisa Harper's Bazaar. Diorov dizajn bio je poletniji od do tad primijenjenih stilova odijevanja koji su dominirali u razdoblju II. svjetskog rata. Bio je majstor kreiranja oblika i silueta, što je on sam obrazložio rekavši: „Dizajnirao sam ženu cvijet.“ U krojeve je umetao kosti, žice i mnogo slojeva tkanina, bazirao ih je na isticanju struka žene. Haljine koje je radio bile su pripijene u struku,a jako odmaknute od linije tijela u bokovima (čime je postizao izgled cvijeća i okrugli oblik odjeće). Rub suknji bio je naglašen, stvarajući lijepu siluetu. U početku žene su prosvjedovale, jer je njegov dizajn haljina pokrivao njihove noge. Žene su odšivavale porube svojih haljina da bi iskoristile tkaninu u neke druge svrhe, jer su navikle na nedostatak tkanina zbog rata. Za vrijeme jednog modnog snimanja u Parizu žene su napale modele, zamjerajući im preveliku rastrošnost u materijalima njihovih haljina. Ovaj protest je prestao čim je završio rat. New Look doveo je do revolucije ženske haljine i priznanja Pariza kao centra mode nakon 2. svjetskog rata.

## Smrt
Christian Dior umro je na odmoru u Montecatiniju (Italija) 23. listopada 1957. Neka izvješća govore da je umro od srčanog udara nakon što je pojeo riblju kost. Time magazine's obituary stated that he died of a heart attack after playing a game of cards. 
Pariško elitno društvo i Diorov prijatelj Alexis Rosenbergški u svojim su memoarima pokrenuli glasinu da je modni dizajner umro od srčanog udara kao posljedice žešćeg seksualnog odnosa. Neki misle i da je umro od paralize. 